# Хиршт, Йобст
Йобст Хиршт (нем. Jobst Hirscht; род. 19 июля 1948, Шлезвиг, Германия) — немецкий легкоатлет, специалист по бегу на короткие дистанции. Выступал за сборную ФРГ по лёгкой атлетике в 1967—1973 годах, бронзовый призёр летних Олимпийских игр в Мюнхене, чемпион Европы в помещении, победитель и призёр первенств национального значения.

## Биография
Йобст Хиршт родился 19 июля 1948 года в Шлезвиге.
Занимался лёгкой атлетикой одновременно со службой в полиции в Гамбурге.
Впервые заявил о себе на международном уровне в сезоне 1967 года, когда вошёл в состав западногерманской национальной сборной и выступил на Кубке Европы в Киеве, где стал вторым в эстафете 4 × 100 метров и вместе со своими соотечественниками занял третье место в мужском командном зачёте.
В 1968 году одержал победу в беге на 50 метров на Европейских легкоатлетических играх в Мадриде.
В 1971 году побывал на чемпионате Европы в помещении в Софии, откуда привёз награду серебряного достоинства, выигранную в беге на 60 метров — уступил здесь только советскому спринтеру Валерию Борзову.
Благодаря череде удачных выступлений удостоился права защищать честь страны на летних Олимпийских играх 1972 года в Мюнхене — в дисциплине 100 метров финишировал в финале шестым, тогда как в эстафете 4 × 100 метров совместно с Карлхайнцем Клоцем, Герхардом Вухерером и Клаусом Элем показал третий результат, завоевав тем самым бронзовую олимпийскую медаль. За это выдающееся достижение по итогам сезона был удостоен Серебряного лаврового листа, высшей спортивной награды Германии.
После мюнхенской Олимпиады Хиршт ещё в течение некоторого времени оставался действующим спортсменом и продолжал принимать участие в крупнейших международных турнирах. Так, в 1973 году он отметился выступлением на Кубке Европы в Эдинбурге, где стал третьим в индивидуальном беге на 100 метров и вторым в эстафете 4 × 100 метров, а в мужском командном зачёте вновь оказался на третьей позиции.
Завершив спортивную карьеру, продолжил службу в полиции.